# Mainfähre Okriftel

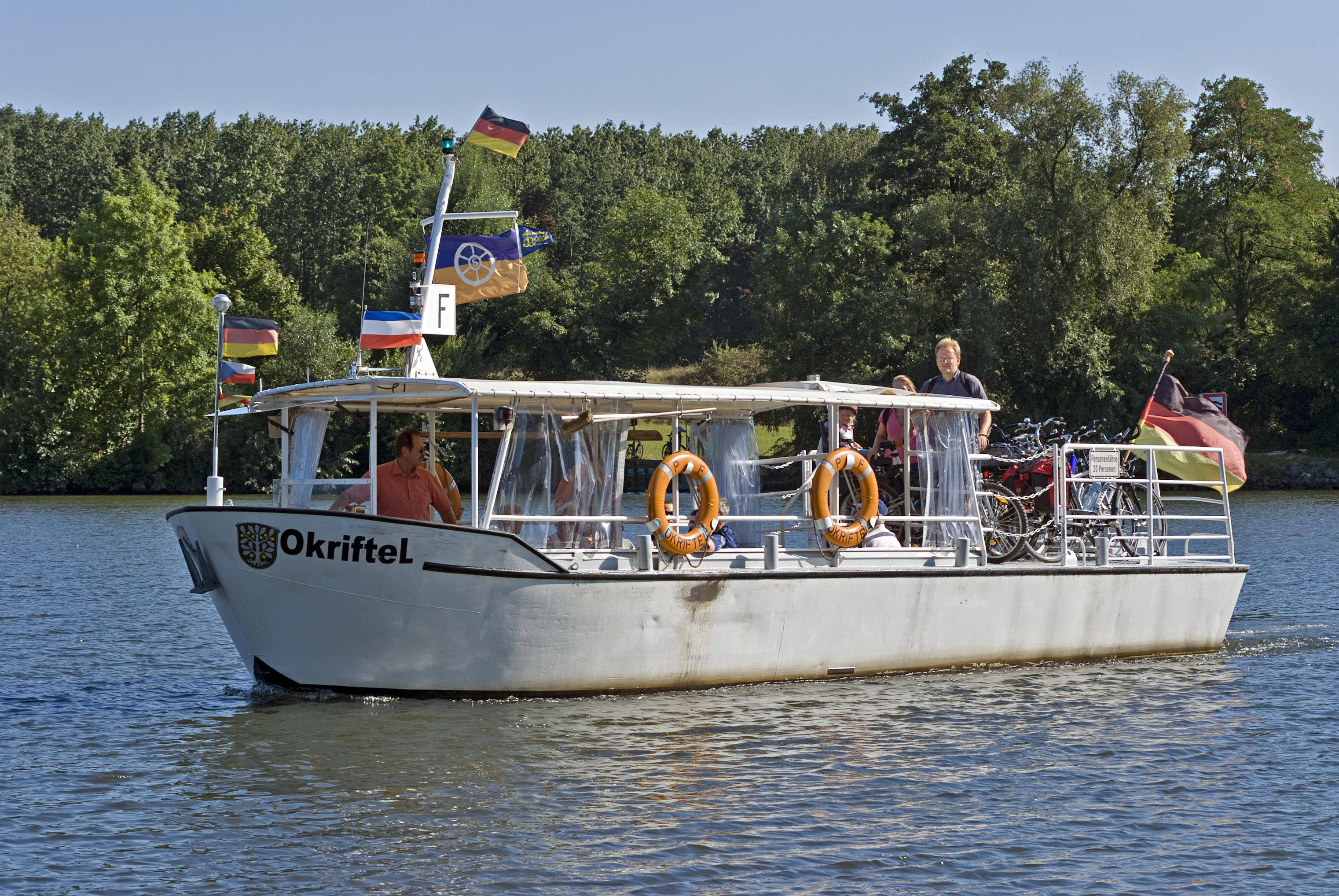
Mainfähre Okriftel im Jahr 2009

Die Mainfähre Okriftel ist eine saisonal betriebene, freifahrende Fähre für Fußgänger und Radfahrer in Hessen. Sie verkehrt in den Sommermonaten an Wochenenden und Feiertagen auf dem Main zwischen Hattersheim-Okriftel und Kelsterbach.

## Geschichte
Erstmals urkundlich erwähnt wird eine Fähre 1716, als „Höchster“ den Fährmann überfielen und den Fährnachen in Brand steckten. Auch 1720 wird eine Fähre in einem Grenzvertrag zwischen Hattersheim und Okriftel erwähnt, die zum Schutze der Höchster Mainüberfahrt keine Passanten und Waren befördern durfte. Die Fährverbindung über den Main dürfte allerdings schon länger bestanden haben: Bereits 1560 kam das nordmainisch liegende Okriftel unter die Herrschaft der südmainischen und evangelischen Isenburger, während die nordmainischen Nachbarn unter den Kurmainzern katholisch blieben. Die Isenburger waren zur Ausübung ihrer Landesherrschaft und die Bevölkerung war aus wirtschaftlichen sowie gesellschaftlichen Gründen auf die einzige zollfreie Verbindung über den Fluss angewiesen.
Die regelmäßige Bootsverbindung wurde durch eine Wagenfähre ersetzt und Ende des 19. Jahrhunderts als „Fliegende Brücke“ bezeichnet. Erneute Bedeutung erhielt die Fährverbindung mit der Industrialisierung für die Beschäftigten der umliegenden Fabriken: Bis nach dem Zweiten Weltkrieg nutzen Hattersheimer Arbeiter die Fähre, um zu den Firmen Enka in Kelsterbach und Opel in Rüsselsheim zu kommen. In umgekehrter Richtung gelangten Arbeiter mit der Fähre von Kelsterbach zur Cellulosefabrik Phrix in Okriftel. Im Jahr 1977 wurde der Betrieb der Fähre, die drei Autos transportieren konnte, aufgegeben und 1979 wurde die Fähre nach Nackenheim verkauft.
Nach dem unerwarteten Tod des Fährmanns im Jahr 2022 wurde der Betrieb bis auf Weiteres eingestellt.

## Fährboot und Fährbetrieb
Das heute eingesetzte Fährboot wurde 1981 auf der Werft Gustavsburg in Mainz-Gustavsburg unter der Baunummer 429 auf Kiel gelegt. Das Boot hat eine Länge von 10,20 Metern, eine Breite von 2,80 Metern und einen Tiefgang von 0,65 Metern. Als Antrieb dient ein Volvo-Penta-Motor, der 90 PS leistet und auf eine Schiffsschraube wirkt. Das Boot mit dem Rufzeichen DB4937 kann bis zu 20 Fahrgäste und zwölf Fahrräder befördern. In Hattersheim ist es unter der ENI-Nummer 04810120 registriert.
Auf der Okrifteler Seite des Mains befindet sich der Schiffsanleger in der Jahnallee am Bootshaus; südmainisch liegt er im Kelsterbacher Wald. Die Aufnahme des sommerlichen Fährbetriebes richtet sich nach dem Wetter und beginnt in der Regel im April/Mai eines Jahres. Das Fährboot verkehrt samstags sowie an Sonn- und Feiertagen von etwa 10 bis 20 Uhr, an Werktagen nur nach Vereinbarung, und es wird darüber hinaus für Sonderfahrten vermietet. Betrieben wird das Boot im Auftrag der Gemeinde Hattersheim von der Okrifteler Firma Schindling Kieshandel, die das Schiff in den Wintermonaten auch einlagert. Finanziert wird der Fährbetrieb von den Städten Hattersheim und Kelsterbach.